# Mercator
Mercator je najveći slovenski trgovački lanac supermarketa u Sloveniji u vlasništvu hrvatske tvrtke Fortenova grupa. Osnovan je godine 1949. pod imenom Živila Ljubljana. Četiri godine kasnije, kolektiv je dobio svoje sadašnje ime. Pored Slovenije, Mercator je proširio svoj lanac prodavaonica u Bosni i Hercegovini, Srbiji i Hrvatskoj. Mercator je u 2008. ostvario ukupan prihod od 2,7 milijarde eura što je rast od 10,8% u odnosu na godinu prije. Od toga je milijarda eura prometa ostvarena u inozemstvu, a ostatak u Sloveniji.

## Vanjske poveznice
- Službena stranica